# Elohim
Elohim (Hebreeuws: אֱלֹהִים, ělohīm) betekent letterlijk "goden", maar is in de Hebreeuwse Bijbel vaak een aanduiding van de God JHWH en wordt in die zin ook als eigennaam gebruikt. Maar de term wordt ook gebruikt om "valse" goden aan te duiden. Met 2602 vindplaatsen is het een veel voorkomende aanduiding, maar de filologische duiding van deze soortnaam in meervoudsvorm blijft problematisch.

## Etymologie en betekenis
In de Kanaänitische mythologie was el (enkelvoud) een standaard aanduiding voor een god en komt voor in diverse Semitische talen, zoals het Aramees, Ugaritisch en paleo-Hebreeuws. Over het algemeen wordt aangenomen dat al deze vormen afleidingen zijn van het Noordwestsemitische zelfstandig naamwoord ’il. Het had de betekenis van "machtige" of "sterke". Ze zijn daardoor ook verwant aan het Arabische إله, ilāh dat met het lidwoord الـ al الله Allah, al-ilāh, "de God" wordt. Met de Ugaritische variant 𐎎𐎅𐎍, 'lhm, "elohim" werden de goden in het Kanaänitische pantheon aangeduid, waarvan El de hoofdgod was. Elohim is een cognaat van het identieke Ugaritische woord. Formeel is de term elohim het meervoud van אֱלוֹהַּ / אֱלֹהַּ, eloa(h), "god".
Het is niet duidelijk hoe eloa(h)/elohim zich verhouden tot het woord en de eigennaam אֵל, El. De drie woorden worden in de Hebreeuwse Bijbel ook gebruikt om engelen en zelfs mensen aan te duiden:
Hij [Aäron] zal jouw mond zijn, jij [Mozes] zult zijn god [elohim] zijn.
Om deze reden worden teksten waarin de context van het gebruik van elohim meerduidig is, verschillend vertaald, afhankelijk van de interpretatie. Een voorbeeld hiervan is Psalm 8:6:
- "U [JHWH] heeft hem [de mens] bijna een god [elohim] gemaakt ..." (Nieuwe Bijbelvertaling)
- "En [U, God] hebt hem [de mens] een weinig minder gemaakt dan de engelen [elohim] ..." (Statenvertaling)
- "Du [JHWH] hast ihn [de mensen] wenig niedriger gemacht als Gott [elohim] …" (Lutherbijbel)

Elohim wordt ook gebruikt om de geesten van de doden aan te duiden, zoals in het verhaal van de geestenbezweerster van Endor:
Ik zie een goddelijke gestalte [elohim] uit de aarde oprijzen.

## Interpretatie van de meervoudsvorm
Vroege christelijke exegeten beschouwden de meervoudsvorm eloa(h)/elohim in verbinding met een enkelvoudige werkwoordsvorm als een verborgen aanwijzing voor de drie-eenheid van God. Conservatieve theologen zien het tegenwoordig meer als een uitdrukking van de macht en verhevenheid van God, een soort pluralis majestatis, in de zin dat God niet zomaar behandeld mag worden als een god tussen vele andere. God heeft alles wat bij godheid hoort.

## Binnen de documentaire hypothese
Binnen de documentaire hypothese wordt het gebruik van elohim als kenmerkend beschouwd voor de Elohist (± 850 v.Chr. in het noordelijke koninkrijk Israël). Net als de Jahwist beschrijft de Elohist een mensachtige God, maar noemt deze in eerste instantie Elohim en later, na de gebeurtenis met de brandende struik, Jahwe.
In de priestercodex wordt in de beschrijving van de oertijd elohim gebruikt, maar wordt voor de tijd van de aartsvaders El Sjaddai of El Shaddai gebruikt tot aan de openbaring van zijn naam JHWH aan Mozes:
Ik ben aan Abraham, Isaak en Jakob verschenen als God, de Ontzagwekkende [el sjaddai], maar mijn naam HEER [JHWH] heb ik niet aan hen bekendgemaakt.